# بخش آنتالاها
منطقه آنتالاها (به لاتین: Antalaha District) یک منطقه در ماداگاسکار است که در ساوا واقع شده‌است.

## خصوصیات
منطقه آنتالاها ۶٬۷۹۵٫۰۱ کیلومترمربع مساحت و ۲۳۱٬۴۷۹ نفر جمعیت دارد.